# أتاريوس نوروود
أتاريوس نوروود (بالإنجليزية: Attarius Norwood)‏ مواليد 14 مايو 1981، هو لاعب كرة سلة أمريكي سابق. بدأ مسيرته الاحترافية في سنة 2005. يبلغ طوله 6 قدم 8 بوصة (2.0 م). اعتزل اللعب في 2008. لعب مع أوبراس سانيتارياس وباريرينسي لكرة السلة.